# 丘えりな
丘 えりな（おか えりな、2000年8月25日 - ）は、日本のAV女優。Wish所属。

## 略歴・人物
長崎県出身。
2020年4月にAVデビュー。
2022年12月5日週FANZA動画フロアランキングにおいて、出演した『もはや神袋！かぐや姫Ptの人気作品厳選したからとりあえずこれ買っとけば間違いなしコレクション32時間』（かぐや姫Pt/妄想族）が1位を記録。

## 出演作品

### アダルトDVD
- 19歳の冒険 AV DEBUT ど田舎はヤルことがない! 暇が嫌いな女子大生（4月1日、MOODYZ）
- 彼女の妹のムッチリ太ももとパンチラ誘惑に負けて中出しまでしちゃったボク。（4月25日、kawaii*）
- 田舎が暇すぎて上京してきたゆるふわポメ女子美少女 はじめてのナマ中出し（4月25日、本中）
- 陸上部所属の太ももムチムチ絶倫女子大生! 大会前日にストレス発散させる為に自ら出演志願!鍛えられた肉体がクソえろ爽快アクメ（5月25日、ナンパJAPAN）
- 小悪魔挑発美少女（6月19日、MARRION）
- 大量精子 顔面穢し ぶっかけ看板娘（6月25日、グローリークエスト）
- 女好きの親父と押しに弱い妻を残して、2泊3日の出張へ行く事になりました…。（6月25日、マドンナ）
- 街行く女子○校生が制服姿で“固定電マ”ツイスターゲーム! 羞恥ポーズで敏感おま○こを刺激され痙攣イキ!!人生初の中出しメス堕ちSEX!!（6月25日、サディスティックヴィレッジ）
- マジックミラー号 真夏の海水浴場編 10代水着美少女が何度も射精させるほど高額賞金GET! 連続射精チャレンジ! 発射を促すためにキツキツ桃色おま○こに挿入も! 6名出演全員SEX合計16発射!（6月25日、SODクリエイト）
- ぴちぴちスク水女子○生がデカ尻ローションヌルヌル尻コキ! グチョグチョのスク水オマ○コに即ズボ生挿入!? デカチン激イキ連続中出しSEX!（6月26日、DOC）
- 純潔ロリィタと性交（7月3日、ドリームチケット）[4]
- 家賃滞納の身代わりに大家の息子達の性教育家庭教師をさせられた三姉妹（7月9日、サディスティックヴィレッジ）
- 120%リアルガチ軟派伝説 vol.86 in 川崎（7月17日、プレステージ）
- 【肉神】 性格良し娘ちゃんは俺のいいなりエロ肉オナペット（7月19日、チキチキカマー）
- 電圧86倍のビッグバンローターにドハマりした敏感思春期娘ママに内緒で大好きなパパを誘惑、そしておちんちん中出し近親相姦（7月23日、サディスティックヴィレッジ）
- 働くナースにムラムラが我慢しきれず即ズボ!? 突然の中出しSEXに発情したナースは自ら腰を振って何度もイキまくり!!（7月24日、DOC）
- 素人女子大生ガチナンパ! 国民的美少女が生まれて初めての2本ち●ぽ同時挿入体験! 上下前後から極太ち●ぽをズブズブ出し入れされて、おしっこ漏れるほどイキまくったあげくW生中出しで完全妊娠!（7月24日、赤面女子）
- 「ボクには彼女がいるのに…」 密着フォーメーション逆3Pで痴女られ朝から晩までずーっと腰を振られてたっぷり射精させられたボク（7月25日、kawaii*）
- 彼女の妹に愛されすぎてこっそり子作り性活♡（7月25日、本中）
- 「危険日は中に出しちゃダメ!」 射精後も止めずにお掃除フェラ 中出し阻止の物凄いおしゃぶり（8月1日、MOODYZ）
- フラれた腹いせに、生意気な元カノを集団レイプして、完堕ちさせちゃいました。（8月7日、アタッカーズ）
- ナンパ即ハメ!! 女子大生パーツモデル編（8月10日、ホットエンターテイメント）
- 中出しレイプサークル 民泊アルバイト短大生 メス堕ち中出し輪姦（8月13日、サディスティックヴィレッジ）
- 黒人NTR種付けプレス 僕の自慢の彼女がゲスなホームレス外国人に奪われた話…（8月13日、Fitch）
- 出会って即生ハメ!即中イキッ!中出し直後のビクッビクンってイッてる時に激ピストン再開!「もうイッてるってばぁ!」抵抗を無視して追撃ピストン連続中出し!!（8月25日、本中）
- 『舌』が出ちゃうと、いっちゃう5秒前（8月25日、S-Cute）
- 魔性のスクールガール ド変態教師たちを性調教する巨尻痴女学生（8月25日、SEX Agent）
- SOD女子社員 元気ハツラツな若手AD女子社員が働くAV撮影の舞台裏大公開! 実は現場で男に犯されてメスイキチ●ポ堕ちしちゃってました♡（8月27日、SODクリエイト）※「片岡絵里」名義
- 愛娘を犯し続ける鬼畜父の近親相姦映像（8月28日、TMA）
- 完全顔出しガチナンパ! とっても優しい天使みたいなナースさんに包茎インポ童貞3重苦男子のオナニーの介抱してもらいました!! かわいすぎる裸体にズル剥けフル勃起したち●ぽを白衣の奥にズブリ! 金玉空になるまで何度も中に出しました! 【6人収録5時間2周年-特別編-】（8月28日、赤面女子）
- 幼なじみのデカ尻がタマらずバック即ハメぶ・ち・こ・み 「ダメ!あっイッちゃう」まさかの発情マ○コにがむしゃらピストン加速で中出ししちゃった僕…（9月1日、ワンズファクトリー）
- 清楚で美乳ほんわか系お嬢様はデカ尻 本来の性格丸出し! シナリオ一切無し完全ドキュメント 顔騎中出し舌射（9月1日、実録出版）
- 彼氏が絶倫すぎて困ってます… 朝クンニで起こされてから一日中ず〜っと舐めパコして 寝落ちするまでマ○コシャブられハメられっぱなしの週末OFF（9月13日、アリスJAPAN）
- 姉の挑発を真に受けた童貞弟がイッてるのに気づかず爆走ピストン（9月13日、MOODYZ）
- 大嫌いなオヤジ教師からメロメロ催眠で子作り性教育（9月13日、MOODYZ）
- 定年退職してヒマになったドスケベ義父の嫁いぢり（9月13日、VENUS）
- ガチナンパ! うぶ女子初めての素股体験! シレっと挿れても拒めない! 連続アクメ166回! 中出し11発! 5名+1名増量SP（9月15日、ピーターズ）
- 敏感な男の前にだけ現れるという小悪魔淫語で手コキと乳首責めしてくれる妖精（9月19日、ドグマ）
- Wロリっ娘尻デビル ぷりっぷりの生尻でチ○ポを仲良くパックン小悪魔サンドイッチ（9月19日、エムズビデオグループ）
- 幼義母を脅迫!! 弱みを握られ羞恥の強淫性交 ためらいを感じながらも体は求めていた…（9月19日、ABC）
- 上京して一人暮らしの兄の部屋に通う妹の中出し近親相姦盗撮映像（9月25日、TMA）
- 絶対にナマで連射させてくれる 連続中出しソープ（9月25日、本中）
- オヤジって乳首責められると変な声出すからベロキスで黙らせてやるからな!（10月1日、MOODYZ）
- ウブな女学生を狂わせるお爺ちゃんの秘密の性感開発 〜あの夏汗にまみれて調教された思い出〜（10月1日、Fitch）
- 丘えりな 笑顔のかわいい小悪魔メイドさんがおじさんご主人様をSEXで殺してみました!! 手錠で繋いで絶対逃げられない状態で密着エンドレス騎乗位セックス（10月9日、Million）
- 「私、引きこもりの同級生と その家族の人たちに輪姦される毎日です… 今日も怖い人たちの精液で体中を汚されてます‥‥」（10月13日、オーロラプロジェクト・アネックス）
- 何も知らない妹みたいな丘えりなに即ハメ即尺SEX（10月16日、MAXING）
- 先生!、、、コレほんとに試験に出るんですか? 部活女子と種付け補習授業（10月19日、ドグマ）
- クリトリスの位置を覚えた妹が布団の中で丸まってオナニーしていて堪らない…（10月22日、ナチュラルハイ）
- 突然ですがコレ代わりに撮ってきてください vol.03 女子○校生と担任教師にカメラを渡して1泊2日の混浴温泉レポートをお願いしたら教え子にベロチューで迫られ我慢できず抱きつきセックスで中出ししちゃってました。（11月1日、LUNATICS）
- SOD女子社員 タオル一枚男湯入ってみませんか? 入社間もない新卒女子社員4名が挑戦 全員挿入されちゃったSP AV撮影現場研修で遭遇した恥ずかしすぎる過激ハプニング大公開!（11月12日、SODクリエイト）※「片岡絵里」名義
- 修学旅行でちょっとだけ大胆になったひよこビッチ達に告られまくったひと夏のハーレム（11月12日、ひよこ）
- おうぼガール ♯001 ♯えりな(20) ♯九州出身 ♯フリーター ♯合法ロリ ♯隠れ巨乳パイパン ♯首絞めイキ狂い（11月20日、プレステージ）
- 噂のアイドル女子校生はデカ尻で男子を誘惑する小悪魔痴女（11月25日、デジタルアーク）
- SOD女子社員 第3回フェラチオシンデレラ選手権 撮りおろし 凄テク女子社員3名の決勝戦!&一挙公開 現役女子社員21名の予選大会! 濃厚ザーメン合計68発射精! 特大ボリューム2枚組480分スペシャル作品!（11月26日、SODクリエイト）※「片岡絵里」名義
- びしょ濡れ女子○生雨宿りバス停強制わいせつ（11月27日、TMA）
- 男湯で出会った痴女っこ3 突然のベロちゅうと抱っこSEXで迫られ我慢できず何度も膣射（12月10日、ナチュラルハイ）
- 同棲中の彼女が旅行で留守の3日間、美人過ぎるパートの奥さんとバイトの休憩中に時短セックスしまくった。 3（12月11日、Z-MEN）
- 生徒孕ませ淫猥旅行 ムチムチ童顔の教え子に種付け性教育（12月13日、オーロラプロジェクト・アネックス）
- 僕が先に好きだったのに…コンビニバイトの後輩の女の子がチャラ男と夜勤に入った翌朝、ごみ箱から大量の使用済みコンドームを発見（12月19日、かぐや姫Pt）
- 午前10時 学校どうしたの…（12月26日、ビッグモーカル）

- 下卑た小父様たちに輪されるって蕩けちゃう…。（1月13日、オーロラプロジェクト・アネックス）
- 性感マッサージにハマってしまったバレー部女子の話（1月13日、無垢）
- オシャレにもセックスにも敏感なキラキラ女子○生の危険すぎる裏バイト 2（1月15日、宇宙企画）
- 教え子にバイブをパンスト固定され必死にイキそうになるのを我慢していたが媚薬と追撃ピストンで自分から腰を振り始める完堕ち女教師 2（1月15日、Z-MEN）
- 顔出し解禁!! マジックミラー便 都内有数の名門大学に通う高学歴女子大生 生まれて初めての素股編 vol.09 ギンギンに勃起したデカチンを素人娘が赤面まんコキ! 恥ずかしさと気持ちよさで濡れ出したオマ○コにヌルっと挿入! インテリJD10人全員SEXスペシャル!!（1月19日、DEEP'S）
- SOD女子社員 突撃! いきなり野球拳 特選おっぱい10番勝負 全員SEX4時間!（1月21日、SODクリエイト）※「片岡絵里」名義
- アーティストを目指すクリエイティブ系女子大生に生中出し（1月29日、BAZOOKA）
- SUPERパックリまんこアップ4時間SP vol.21（3月1日、サルトル映像出版）
- 近くに人がいるだけで濡れちゃうカラダ… 制服少女 校内露出調教（3月3日、無垢）
- 「私に服従してくれる?」 男を手玉に取り優越感に浸る放課後の小悪魔（3月7日、犬）
- 素人娘の全裸図鑑 16 今時の女の子13名が恥らいながら脱衣していく様子をじっくり撮影した、変態紳士のためのヘアヌードコレクション（3月7日、かぐや姫Pt）
- 危険日直撃!! 子作りできる派遣メイド（3月11日、Mr.michiru）
- 【個撮】どこでもフェラ　2 11人（3月19日、かぐや姫Pt）
- 家出少女の一泊8パコの恩返し 童貞を筆おろししてくれた同じクラスの一軍女子。（3月19日、ROYAL）
- 女肉が揺れる! 騎乗位ピストン 〜デカ尻編〜（3月25日、SEX Agent）
- 丘えりな SPECIAL BEST 4時間（3月26日、TMA）※ベスト盤
- 【神待ち】家出少女 行く当てもない無知で純粋な少女に行っていた少女愛好家の調教記録（3月27日、JUMP）※「えりな」名義
- 美女たちの足裏をふやけるまで舐めたい! 3 スニーカー編（4月8日、RADIX）
- 駅弁中出しJ○痴漢 5（4月22日、ナチュラルハイ）
- ぷりっぷりプリ尻の女子○生に誘惑されて、僕の股間が熱くギンギンになった件。 同じマンションに住む女子○生の、スラリと伸びた足と、スカートから見える発育したハミ尻を見てたら、ザーメン放出されちゃった。（4月22日、SWITCH）
- むちむちデカ尻 神ブルマ ロリ美少女やぽっちゃり娘にピチピチブルマ&体操着を着せ、ハミパン、ムレムレワレメを毛穴まで見えるほどの超ドアップ接写!さらに尻コキ、着衣お漏らし放尿やブルマぶっかけ等ブルマ好きに送る完全着衣フェチAV（4月22日、親父の個撮）
- 一人暮らしの兄のアパートに訪ねてきた妹との近親相姦わいせつ盗撮映像（5月5日、sister）
- ズームイン!!アナル! 超接写とオール尻発射（5月7日、RADIX）
- 食べちゃいたいほど、先生が好き♡ 丘えりな（6月4日、ワープエンタテインメント）
- ポメ系美少女丘えりな MOODYZ FiRST BEST 8時間 全部で36発射だって 12回もセックス入ってるよ（8月13日、MOODYZ）※ベスト盤
- 制服美少女自画撮り投稿オナニー（8月19日、姦乱者）
- 素人鬼カワ娘 個撮・ドスケベ・デカ尻・ギャル・ハメ撮り vol.3（9月21日、チキチキカマー）
- 尿道責め学園（10月12日、犬）
- 濡れてテカってピッタリ密着 神スク水 丘えりな（10月21日、親父の個撮）
- おとなのおじさんと 2  5人4時間（12月25日、ビッグモーカル）

### VR
- 即尺ネバスペごっくんデリヘルVR フェラチオが気持ち良すぎて即尺で1発!浴室で1発!本番もアリで合計3発オール精飲プレイ!!（5月13日、ワンズファクトリー）
- 図書館で出合ったあの子が小悪魔的な挑発で僕を誘惑してくる（5月25日、unfinished）
- AR(拡張現実)グラスをかけて無言ナンパ! 女性の興奮度がわかるエクスタシースカウター!! 20××年…未来のワリキリSEX体験VR!!（6月5日、ワンズファクトリー）
- 甘え上手なコウハイ」or「責め上手なセンパイ」酒酔い同僚2人に同時に迫られたボク!! まずは若いコウハイと…!そして大人なセンパイと…! どちらとも都合よくSEXできちゃうパラレルワールド体験VR!!（6月5日、変態紳士倶楽部）
- 「お兄ちゃん、覚悟してね…」 兄妹だけになった途端、ハイエナのようにチ●ポを狙ってくる幼児体型の痴女ッ子シスターズとパコッた週末の3日間（6月11日、kawaii*）
- ずっと好きだった幼馴染と手錠生活 トイレも風呂もずっと繋がったまま一晩を過ごしたら超至近距離で恋人つなぎセックスできた話（6月12日、ナチュラルハイ）
- あなたも教師になって教え子に手を出してみませんか?放課後部活終わりに教え子とラブホ円光中出し（6月18日、本中）
- 射精コントロール!オナ指示痴女 〜教室内の禁断の関係〜（6月19日、CASANOVA）
- 夏が来たから、幼馴染のえりなとめちゃくちゃバルスした。（6月24日、KMPVR）
- 放課後はじめての生姦がハマり欲しがり連続中出し 思春期、見つめあいエッチで5発射精（6月26日、KMPVR-bibi-）
- 派遣型J●リフレ 〜えりなちゃんの裏オプサービス〜（7月10日、CASANOVA）
- 口腔愛撫VR（7月13日、KMPVR）
- 歯磨きVR（7月21日、KMPVR）
- 胸キュンお泊りデートでテンションMAX 愛情 いっぱいキッス&フェラするんだ〜!（8月15日、ブイワンVR）
- 海の家ナンパエステ 原宿の人気タピオカ店でバイトしているイン○○女子に媚薬を飲ませエロオイルマッサージ! ヤル気満々になりチ○ポを求めてきたのでパイパンマ○コを激突きし中出しできちゃった、夏の日の2020（8月17日、こあらVR）
- まんぐりの時間（8月25日、KMPVR）
- レギンスVR 〜むちっとした肉感にパツパツのレギンスがたまらない〜（8月26日、KMPVR-彩-）
- 女子校生女体観察VR（9月12日、KMPVR）
- 防御策一切ナシの独占モード サークルの後輩になす術もなく逆お持ち帰りされたボク（10月23日、KMPVR-彩-）
- 「私の脳ミソぶっ壊れちゃった…。」 純情じゃなくなるまで永遠にスペルマを搾取した膣飼い性交娘（10月30日、Aver VR）
- いつも僕の後をついてくるウザカワ後輩との青春生活（10月31日、TMA）
- 快楽絶頂するまでパンツ上オナニーVR（11月11日、KMPVR）
- キラキラJ●の裏の顔 変態オヤジに中出しされる訳ありいいなり性処理人形（11月11日、P-BOX VR）
- パンツ上まんぐりオナニーVR（11月20日、KMPVR）
- ロリカワ上京田舎娘 天真爛漫で性欲旺盛!兄ちゃんの大根みたいにでっかいw（12月11日、ブイワンVR）

- AV監督になって素人娘のスケベな裸を間近でガン見!ねっとり女体観察inマジックミラー号 そのまま生ハメSEX SP（1月11日、SODクリエイト）
- 【追跡視点】 浴衣女子●生 彼氏の横で強姦VR 祭りでいちゃつく未○年カップルを恐喝。童顔で発育のいい胸。はい、中出し決定。（1月25日、SODクリエイト）
- 不倫相手は幼気な制服ムスメ 親子のフリして学校サボらせ真昼間からハメ倒しどっぷり中出し温泉旅行（2月11日、kawaii*）
- 僕の彼女はちょっとHなロリっ娘姉妹 松本いちか 丘えりな（4月5日、DANDY）
- ミニスカニーハイハイスクールVR!! 絶対領域とパンチラでクラスメイトからモテまくりヤリまくり学園天国!! 松本いちか 永瀬ゆい 丘えりな（4月14日、MOODYZ）
- 淫語でオナサポVR ～射精を管理されたいM男向け! オナ指示痴女によるJOIスペシャル 2～（4月16日、CASANOVA）
- 乳首責め専門デリヘル嬢 じ～っくりね～っとり騎乗位で生中出し 丘えりな（4月22日、Mr.michiru）
- 超全身舐め究極ハーレムVR 足の指から顔面まで全身同時舐め回し! 唾垂らしキスまみれ両耳舐めASMRで脳までとろける天国イキ! 最後は天井特化6回転連続SEX!! 松本いちか 森日向子 渚みつき 丘えりな 愛須みのん 朝日しずく（4月22日、SODクリエイト）
- 市民プール盗撮がバレて… 小悪魔マセガキJ○に弱みを握られ4回射精させられた 丘えりな（6月1日、RADICAL）
- 制服マニア（7月30日、CASANOVA）
- 【お題】時間を停止させられたOLを演じてください 丘えりな（8月3日、ワープエンタテインメント）

### ネット配信
- 飯も男も食い歩くスケベ、食べ歩き女子えりなちゃん登場。柔フワおっぱいにプリプリお尻がキュート!ホテルについて即エロ挑発するTHEスケベ!自慢のグルメ舌フェラは即射注意!!お風呂でオイルまみれからの室内ヤり歩きセックスwww（5月20日、SUKEKIYO）
- 《お気に入り娘》【電車痴漢】【自宅盗撮】【睡眠姦】ハミ尻極ミニ女子●生 女神級のかわいさ #18（5月25日、ましりと）
- W特典付き【電車痴漢】★顔出し制服JK★禁断の膣内撮影!★あどけないCM級美少女のマ○コの中がうねる衝撃映像★中出し2発（5月29日、ゆず故障）
- お尻姫が酒の力で股ユル状態!チ○コにメロメロほろ酔いSEX!丸くてプッニプニの極尻!指が食い込みハミ出る尻肉!思わずしゃぶりたくなる、妙にエロいおっぱい!ぷっくり肉厚オマ○コがデカチ○をキュウキュウ締め上げる!理性ぶっとびバックピストンでイキまくる!!＜エロい娘限定ヤリマン数珠つなぎ!!〜あなたよりエロい女性を紹介してください〜57目＞（5月31日、プレステージプレミアム）
- AV初体験【首絞め好き真性ドM】20歳【色白巨乳フリーター】「私、男の人から雑に扱われたいんです…」 おうぼガール#001（6月7日、おうぼガール）
- 【個撮】ガチ無理!イキってる超ガキガキ幼い少女ちゃんの純粋さと反抗期の狭間が鬼かわいい!嫌がるフェラで暴発やりおったな映像（6月9日、天使のたまご）
- ムチ神尻の制服美少女と二人っきりの昼下がり…!!「わたしと遊んで♪」と眩しい過ぎる太ももで濃厚接触せがまれる!!理性崩壊の禁断イチャラブSEX!!（6月13日、プレステージプレミアム）
- ムチ美太もものパーフェクト美尻JD!!倍額でソフレに…!?寝ても張り保持の神尻!!がしっと掴んで広げて奥まで舐め倒す!!出るわ出るわ美少女汁!!もちろん完飲御礼で生チン成敗!!/パパ活成敗/四人目（6月19日、プレステージプレミアム）
- #780 Erina（6月19日、S-Cute）
- 【個撮】イキって鬼かわ超ガキガキロミ美少女!成長途中の狭幼いま〇こパンパン飛び跳ね絶叫!悲鳴!イキ発狂!青春丸出し映像(1)（7月3日、天使のたまご）
- 【個撮】イキって鬼かわ超ガキガキロミ美少女!成長途中の狭幼いま〇こパンパン飛び跳ね絶叫!悲鳴!イキ発狂!青春丸出し映像(2)（7月7日、天使のたまご）
- エリナさん（7月20日、しろうとまんまん）
- 【ガチロリ】メイドカフェNo1美少女ノーパンデートで絶叫中出し セックス覚えたてJD1年のプライベート交尾（7月20日、スタミナ二郎）
- ERIKA（7月24日、素人ホイホイZ）
- スノプリ（7月25日、素人ホイホイpower）
- 【個人撮影】（処女）売り出し中の③ｃアイドルと顔出し生中出し（8月1日、チュウ2秒）
- えりな（8月2日、ぱんぴ）
- g625 岡江里奈（8月3日、GIRL'S BLUE）
- 推定Eカップ 2020年度SOD新卒女子社員 片岡絵里ちゃん タオル一枚男湯入ってみませんか?（8月7日、SODクリエイト）
- 【初撮り】【19歳専門学生】【デカ尻×痙攣】人懐っこい現役専門学生。いじらしい反応をする彼女だが、巨根の激ピスには大きなお尻を震わせ.. ネットでAV応募→AV体験撮影 1318（8月18日、シロウトTV）
- 週刊ヤングノットリ グラビアカメラマン ローリング小池の驚きの撮影方法 「憑依して、中に入って自ら被写体になるんです」（9月2日、SODクリエイト）
- 上京Ｊりーなちゃん1X歳☆孕ませたい!この笑顔!避妊具穴あけ♡アイドル顔の１年生の子宮にどぴゅどぴゅ気持ちいい中出し円光ハメ撮り種付ける♪（9月8日、ぱぉん）
- えりな（9月10日、バイトちゃん）
- えりな（10月26日、しろうとあぁん!）
- 【抱き心地が最高過ぎる女子】弾ける笑顔が愛おし過ぎる、某・夢の国キャストを彼女としてレンタル!口説き落として本来禁止のエロ行為までヤリまくった一部始終を完全REC!!最旬デートスポットを楽しんだ後は、ホテルで美乳美尻が映えるエロ水着SEX!!本物の恋人同士のいちゃラブなカラミを見ているかのような感覚に、フル勃起&抜きまくり必至です!!【ガチ惚れ中出しSEX】（11月15日、プレステージプレミアム）
- 【配信限定】全裸カタログ Vol.3（12月24日、MAGIC）

- マジ軟派、初撮。1594 えりな 20歳 短大生 真冬に清純清楚な天使が舞い降りる♪ 新鮮ピチピチなピュアボディはアンアンでキュンキュンイキまくり!! もうドキドキが止まりませんwww（2月7日、ナンパTV）
- 【激カワ美少女】21歳【笑顔が最高】えりなちゃん参上! 温泉旅館に勤める彼女の応募理由は『出会いも無くて寂しいから、チンチン舐めたいw』 SEXがご無沙汰なご様子! 【実はドM女子】責められるのが好きな変態美少女! 【最高のフェラテク】【足で踏まれるの好き】とにかくSもMもヒッチャカメッチャカ! 欲望に身を任す超ド変態美少女の悶絶イキまくりSEX絶対に見逃すな!（2月9日、ARA）
- 今日、会社サボりませんか? 28 in恵比寿 えりなちゃん 21歳 ホテルスタッフ 小柄なFカップ美少女と熱海でサボり旅! ほんわかニコニコ楽しそうな美少女の正体は肉食系の恋愛強者! 自慢の低身長&巨乳&桃尻で男をたぶらかすワルイイ女!! 味わったことのない巨根でマ●コすり潰して種付け中出し!!!（2月15日、プレステージプレミアム）
- 【かわいい顔して鬼ドM】【チ●コ突っ込まれながらの首絞め、踏みつけ大好物】【むしゃぶりたい艶乳・ムチ尻】アイドル顔の美少女はカワイイ顔したクソどM! 乳首でスイッチON!! 止まらない性衝動!! ガッチガチの被虐体質! 痛めつけられるほど高まるグショ濡れマ●コ、愛らしさとMのギャップがたまらない逸材専門学生!!! えりなちゃん 22歳 某ホテル系専門学校 2年（2月25日、プレステージプレミアム）
- 【裏風俗】【怒涛の4連射】【令和の美尻プリンセスに中出し】ふわふわ愛されBODYにアイドル級ルックス! なのに本性は精子狂いの超ギャップで骨抜きにされる生ハメSEX!! みーば（5月10日、黒船）
- スノプリ【つぶらな瞳／綺麗な黒髪／幼い顔立ち／THE童顔ロリ顔／低身長ミニマム美少女／ドМちゃん／色白デカ美尻】キラキラのつぶらな瞳に綺麗な黒髪! 幼い顔立ちのTHE童顔ロリ顔150cmミニマム美少女! 気持ち良すぎてドスケベなアヘ顔をカメラに晒す!（5月26日、素人ホイホイ）
- ERIKA (19)（8月25日、素人ホイホイ）
- 痴女化素人100％! 可愛い顔してちょ〜ドS!! 無邪気な笑顔で男を弄ぶ美少女痴女!! ありさ（9月30日、黒船）

- 媚薬入り睡眠薬で昏●状態の美少女たちに夜●い中出し!! 8人 8中出し Vol.6（4月7日、西新宿マッサージ本舗）

### イメージDVD
2020年
- TEENな果実（2月14日、デジプラン）※「美谷あかね」名義
- 純系いもうと白書 十代のきらめき（4月28日、CRANE）※「葵ひろか」名義
- Mellow Time（9月18日、デジプラン）※「美谷あかね」名義
- Pretty（12月18日、メディアブランド）